# Матей Оравець
Матей Оравець (словац. Matej Oravec, нар. 30 березня 1998, Трнава) — словацький футболіст, захисник клубу «Спартак» (Трнава), у складі якого — чемпіон Словаччини.
Грав за юнацьку збірну Словаччини.

## Клубна кар'єра
Народився 30 березня 1998 року в місті Трнава. Вихованець футбольної школи клубу «Спартак» (Трнава).
Протягом 2015–2017 років грав за другу команду трнавського клубу, а з 2016 року став гравцем основної команди трнавського «Спартака». В сезоні 2017/18 допоміг команді здобути перший в її історії титул чемпіона Словаччини.

## Виступи за збірні
2016 року дебютував у складі юнацької збірної Словаччини, взяв участь у 15 іграх на юнацькому рівні, відзначившись одним забитим голом.

## Титули і досягнення
- Чемпіон Словаччини (1):

«Спартак» (Трнава): 2017-2018